# Гугенхейм, Сильвен
Сильвен Гугенхейм (фр. Sylvain Gouguenheim; род. 6 августа 1960) — французский историк-медиевист и писатель

. Книга Гугенхейма Aristote au mont Saint-Michel (2008) вызвала бурную дискуссию в прессе.

## Биография
После защиты докторской диссертации в университете Париж-Нантер под руководством Андре Воше, посвященной рейнскому мистику Хильдегарде де Бинген, работал лектором в Университете Париж-1 Пантеон-Сорбонна, а также сотрудником Лаборатории западного средневековья в Париже, прежде чем стать профессором
университета  Fontenay-Saint-Cloud в Лионе .
Специализировался на изучении военных религиозных орденов, возникших во время крестовых походов и, в частности, Тевтонского ордена, о котором он опубликовал несколько научных работ. Является единственным французским членом Международной комиссии по истории Тевтонского ордена (нем. Kommission zur Erforschung des Deutschen Ordens).

## Aristote au mont Saint-Michel

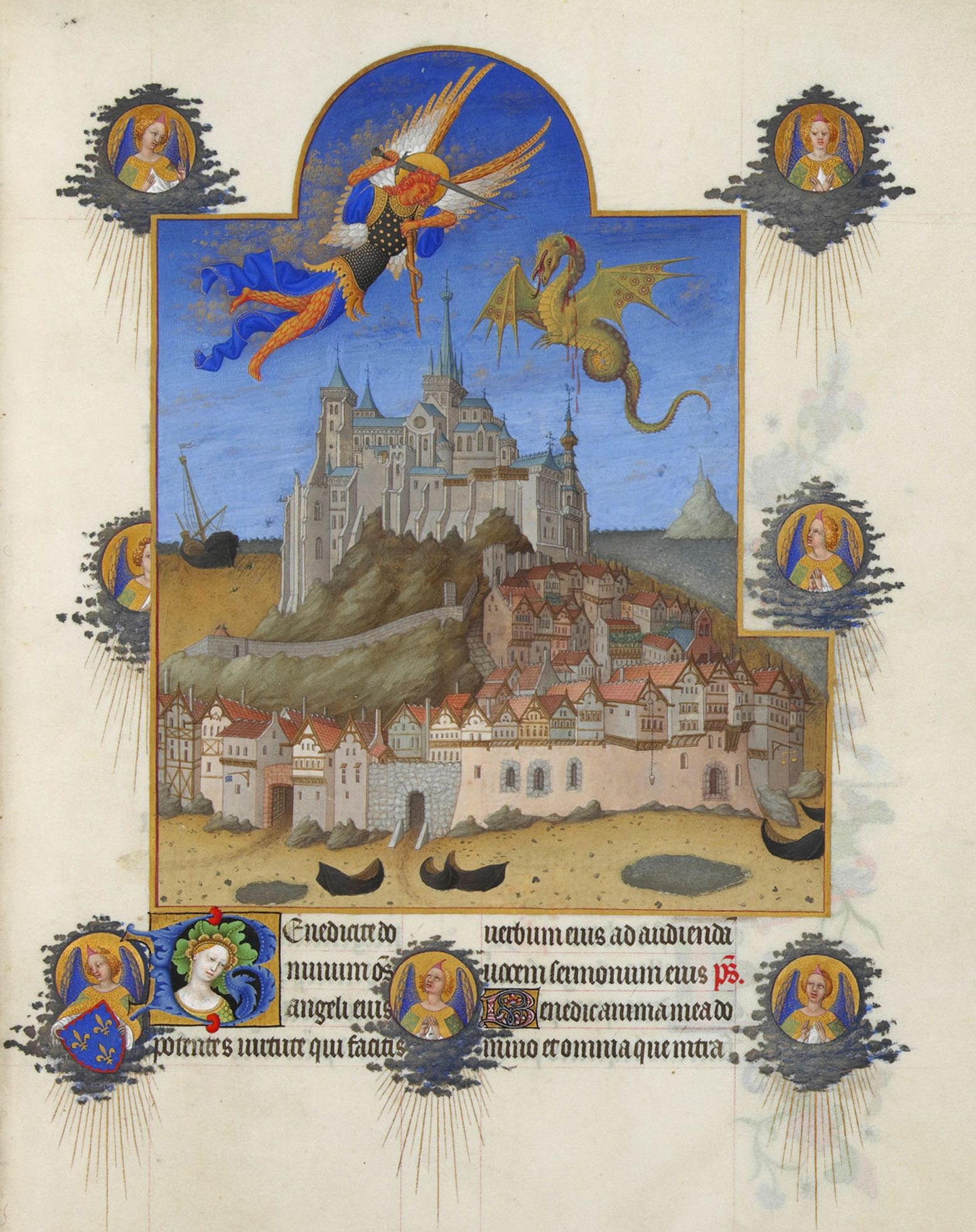
Праздник архангела, Мон-Сен-Мишель, Братья Лимбург, 1411—1416 гг.

В 2008 году опубликовал эссэ Aristote au mont Saint-Michel, в котором защищает версию о прямом восприемстве греческих научных знаний христианскими монастырями и ставит под сомнение широко распространенное представление о том, что распространение философии, математики и физики в средние века в Европе происходило главным образом через мусульманскую Испанию. По мнению Гугенхейма, арабский язык не приспособлен для изложения научных знаний. В эссе выдвигается предположение, что Западная Европа уже в раннем Средневековье получала знания древнегреческих ученых напрямую из Константинополя и, таким образом, посредничество мусульман-арабов не имело того первостепенного значения, которое ему иногда придают.
Автор, в частности, утверждает, что монахи аббатства Мон-Сен-Мишель, построенного в XII веке, перевели с греческого на латынь большинство известных на тот момент произведений Аристотеля. Мало что известно о переводчиках, за исключением
Жака де Вениза, жившего в Константинополе и занимавшегося переводами с греческого с 1127 по 1150 год. Известно однако, что переводы монахов были хорошо знакомы современникам. Среди этих переводов:
- сто рукописей по физике, разбросанных по всей Европе;
- аналитические заметки (Seconds Analytiques), 289 копий которых находятся в Тулузе;
- Метафизика, использовавшаяся святым Фомой Аквинским и Альбертом Великим.

Затем автор отмечает, что Аверроэс и Авиценна не знали греческого языка, поэтому доступные им переводы Аристотеля вероятно сделаны сирийскими христианами с более ранних переводов на арамейский[страница не указана 1371 день]. По мнению Гугенхейма, эти знания циркулировали между Византией и Западной Европой намного шире, чем между Европой и исламской цивилизацией. В этой связи он задается вопросом о качестве и точности переводов с греческого на арамейский, затем с арамейского на арабский и, наконец, с арабского на латынь[страница не указана 1371 день].

### Дискуссия
Позиция автора
Автор не скрывает, что его книга направлена на вмешательство в современный политический контекст[страница не указана 1371 день]:

Тема приобрела политический характер под влиянием текущих событий. В начале XXI в вопрос отношений Запада с исламом приобрел особую остроту. Эти отношения начались не вчера. Попытка разъяснения этого вопроса представляется необходимой в связи с предложениями об исправлении школьных учебников, прозвучавшими в недавнем докладе Евросоюза (2002).
Оригинальный текст (фр.)Sous l'influence de l'actualité, le sujet a pris une dimension politique. Les enjeux, on le devine, ne sont pas minces en ce début du XXI siecle. Ils s'inscrivent dans le long face à face entre l'Islam et l'Occident [...] C'est pourquoi, à l'heure où l'on se propose de rectifier les manuels scolaires afin de rappeler la place de l'Islam dans le patrimoine européen comme y invite un rapport récent (2002) de l'Union européenne, une tentative de clarification est apparue nécessaire.
Пресса
Продвижение книги в прессе, в частности одобрительные отзывы критиков Роже-Поля Друа в Le Monde и Жан-Ива Гренье в Libération, вызвали общественную дискуссию.